# Helga Streffing
Helga Streffing (* 1956) ist eine deutsche Schriftstellerin, Lehrerin und Schulseelsorgerin.

## Leben
Helga Streffing wurde 1956 geboren und lebt in Rheine. Sie ist verheiratet und hat zwei Kinder. Sie studierte in Münster Anglistik und Sozialwissenschaften. Zurzeit unterrichtet sie als Lehrerin an der Josef-Pieper-Schule, einem Berufskolleg in Rheine. Außerdem ist sie als Schulseelsorgerin tätig. Sie beteiligte sich auch an Predigtwettbewerben. Im Jahr 2010 erschien ihr Erstlingswerk, ein Kriminalroman, der an einer Schule im Münsterland spielt. Schauplatz des Ende 2011 erschienenen Folgebandes ist eine Internatsschule im Münsterland. Der dritte Band hat einen Mord in einem idyllischen Golddorf im westlichen Münsterland nahe der holländischen Grenze zum Thema. Im vierten Band begibt sich die Hauptperson Hannah Schmielink mit einer Gruppe auf Pilgerfahrt. Der fünfte Band spielt überwiegend auf einem Milchviehbetrieb im Münsterland. 

## Werke
Hannah Schmielink und Jan Heidmeier-Reihe
- Tod im Kollegium – Ein Münsterland-Krimi. Dialogverlag, Münster 2010, ISBN 978-3-941462-47-2.
- Tod im Kloster-Internat – Ein Münsterland-Krimi. Dialogverlag, Münster 2011, ISBN 978-3-941462-59-5.
- Tod im Golddorf – Der dritte Münsterland-Krimi mit Hannah Schmielink. Dialogverlag, Münster 2013, ISBN 978-3-941462-79-3.
- Pilgerfahrt in den Tod – Der vierte Münsterland-Krimi mit Hannah Schmielink. Dialogverlag, Münster 2015, ISBN 978-3-944974-06-4.
- Tödliche Familien – Der fünfte Münsterland-Krimi mit Hannah Schmielink. Dialogverlag, Münster 2017, ISBN 978-3-944974-24-8.
- Tödliche Rollenspiele – Der sechste Münsterland-Krimi mit Hannah Schmielink. Dialogverlag, Münster 2018, ISBN 978-3-944974-33-0.
- Tod im Nachbarhaus – Der siebte Münsterland-Krimi mit Hannah Schmielink. Dialogverlag, Münster 2020, ISBN 978-3-944974-51-4.
- Tod unterm Kirchturm – Der achte Münsterland-Krimi mit Hannah Schmielink. Dialogverlag, Münster 2022, ISBN 978-3-944974-67-5.